# Sinarquismo mexicano
El sinarquismo es un movimiento político social y cultural nacionalista mexicano, fundado el 23 de mayo de 1937 en la ciudad mexicana de León (Guanajuato) que tuvo su auge durante la primera mitad del siglo XX. Su ideología la define la propia Unión Nacional Sinarquista, máxima expresión del sinarquismo mexicano, como nacionalista, fascista, anticomunista, nacionalcatólica y falangista.
La Unión Nacional Sinarquista (UNS) fue fundada el 23 de mayo de 1937 en León, Guanajuato, por un grupo de jóvenes activistas nacionalistas y católicos liderados por José Antonio Urquiza, quien fue asesinado en abril de 1938, y por Juan Ignacio Padilla quienes, inspirados en los triunfos de los movimientos de tercera posición en Europa y en especial al  falangismo español de José Antonio Primo de Rivera, constituyen la Unión Nacional Sinarquista, una organización política de corte nacionalista, católica, anticomunista y nacionalsindicalista, cuyo fin, al igual que los demás movimientos nacionalistas de la primera mitad del siglo XX, era defender a México de la amenaza comunista y de la democracia liberal, a la cual consideraban decadente. En 1946 ese movimiento crea el Partido Fuerza Popular (PFP). El régimen censura y reprime al PFP y lo declara ilegal. El sinarquismo cambia entonces de estrategia y se enfoca en construir uniones de colonos, agrupaciones sindicales, organizaciones campesinas, indígenas y juveniles.
El sinarquismo revivió como movimiento político en la década de 1970 a través del Partido Demócrata Mexicano, cuyo candidato fue Ignacio González Gollaz, quien obtuvo el 1.8% de los votos en la elección presidencial de 1982. En 1988 Gumersindo Magaña Negrete obtuvo una proporción similar, pero entonces el partido se dividió y en 1992 perdió su registro como partido político. Fue disuelto en 1996.

## Sinarquismo actual
En 1996, el Partido Demócrata Mexicano, brazo electoral del sinarquismo, perdió su registro, se dividió y con ello una crisis que llevó a la aparición de dos vertientes: la electoral, que funda al PAS (Partido Alianza Social), que postula a Cuauhtémoc Cárdenas Solórzano en el año 2000 a la presidencia de la República. Al perder registro, aun en 2007 quisieron unirse a funcionarios irritados de varios partidos para formar uno nuevo, pero no lograron el registro.
La otra tendencia, de perfil social - comunitario, reconstruye al Movimiento Nacional Sinarquista y le da un enfoque de organización de masas:
- Gestión de recursos a proyectos productivos de grupos campesinos, indígenas y de barrios populares, organizando con visión autogestionaria a cooperativas, empresas comunitarias y programas de desarrollo sustentable.
- Un amplio trabajo de base con sentido de ecología, sustentabilidad y promoción cultural.
- Cuentan con poco más de 40 000 afiliados.

Al final, sin embargo, la mayoría asumió una actitud de franco rechazo a los partidos políticos contemporáneos y su participación política es a través de organismos vecinales, campesinos, ecologistas, culturales.
En 2024 la Unión Nacional Sinarquista fue anunciada como una de las organizaciones participantes de la así llamada Marcha por la Democracia el 18 de febrero.

## Vínculos con el nazismo en México
Izquierdistas mexicanos como Mario Gill afirmaban que la Unión Nacional Sinarquista formaba parte de una conspiración nazi, y había sido creada por el agente Helmut Oskar Schreiter. Aunque no es fácil determinar cuánta ayuda recibió el sinarquismo de las potencias del Eje, parece indudable que los sinarquistas simpatizaban con la ideología totalitaria de Adolf Hitler y Benito Mussolini, y varias características del movimiento, como la estructura jerárquico-militar, fueron tomadas de los camisas pardas, de los fascistas de Mussolini y de los falangistas. Por otra parte, el Departamento de Estado estadounidense y la Casa Blanca veían con gran preocupación cómo la propaganda alemana se extendía en el terreno propicio del resentimiento mexicano que habían dejado la guerra de 1847, y la intervención durante la Revolución Mexicana; y, según los observadores, la Unión Nacional Sinarquista, a la cual se atribuían 800 000 miembros, y la Falange Española, eran el vehículo de la campaña alemana de exacerbación de la hostilidad antinorteamericana entre los mexicanos.
Según algunas novelas como Los nazis en México, de Juan Alberto Cedillo, mencionan que la Unión Nacional Sinarquista tuvo fuertes vínculos con el nazismo, al cual promovió y dio entrada en México por diversas vías, entre ellas el semanario de opinión Reacción (?), que circuló entre 1938 y 1942.